# Gorthleck
Gorthleck (Schots-Gaelisch: Goirtlig) is een dorp in de Schotse lieutenancy Inverness in het raadsgebied Highland.